# دومینیک مک الیگوت
دومینیک مک الیگوت (انگلیسی: Dominique McElligott؛ زادهٔ ۵ مارس ۱۹۸۶) یک هنرپیشه اهل ایرلند است. وی از سال ۲۰۰۱ میلادی تاکنون مشغول فعالیت بوده‌است.
از فیلم‌ها یا برنامه‌های تلویزیونی که وی در آن نقش داشته است می‌توان به خانه پوشالی، ماه، بلک‌تورن، نگهبان، طبقات تاریک، پسران اشاره کرد.